# Championnat de Pologne de football 1990-1991
Navigation
Édition précédente Édition suivante
La saison 1990-1991 du championnat de Pologne est la soixante-troisième saison de l'histoire de la compétition. Cette édition a été remportée par le Zagłębie Lubin devant le Górnik Zabrze.

## Les clubs participants
| Club               | Ville     |
| ------------------ | --------- |
| GKS Katowice       | Katowice  |
| Górnik Zabrze      | Zabrze    |
| Hutnik Cracovie    | Cracovie  |
| Igloopol Dębica    | Dębica    |
| Lech Poznań        | Poznań    |
| Legia Varsovie     | Varsovie  |
| LKS Łódź           | Lódź      |
| Motor Lublin       | Lublin    |
| Olimpia Poznań     | Poznań    |
| Ruch Chorzów       | Chorzów   |
| Sląsk Wrocław      | Wrocław   |
| Stal Mielec        | Mielec    |
| Wisła Cracovie     | Cracovie  |
| Zagłębie Lubin     | Lubin     |
| Zagłębie Sosnowiec | Sosnowiec |
| Zawisza Bydgoszcz  | Bydgoszcz |

## Compétition

### Classement
| Rang | Équipe               | Pts | J  | G  | N  | P  | Bp | Bc | Diff |
| ---- | -------------------- | --- | -- | -- | -- | -- | -- | -- | ---- |
| 1    | Zagłębie Lubin       | 44  | 30 | 18 | 8  | 4  | 49 | 25 | +24  |
| 2    | Górnik Zabrze        | 40  | 30 | 15 | 10 | 5  | 55 | 24 | +31  |
| 3    | Wisła Cracovie       | 40  | 30 | 13 | 14 | 3  | 52 | 26 | +26  |
| 4    | GKS Katowice (C)     | 39  | 30 | 16 | 7  | 7  | 33 | 26 | +7   |
| 5    | Hutnik Cracovie (P)  | 37  | 30 | 14 | 9  | 7  | 53 | 34 | +19  |
| 6    | Lech Poznań (T)      | 33  | 30 | 10 | 13 | 7  | 49 | 28 | +21  |
| 7    | Śląsk Wrocław        | 33  | 30 | 12 | 9  | 9  | 41 | 37 | +4   |
| 8    | Olimpia Poznań       | 30  | 30 | 9  | 12 | 9  | 37 | 41 | -4   |
| 9    | Legia Varsovie       | 28  | 30 | 8  | 12 | 10 | 24 | 24 | 0    |
| 10   | Motor Lublin         | 28  | 30 | 10 | 8  | 12 | 33 | 38 | -5   |
| 11   | ŁKS Łódź             | 28  | 30 | 11 | 6  | 13 | 25 | 36 | -11  |
| 12   | Pegrotour Dębica (P) | 26  | 30 | 7  | 12 | 11 | 29 | 45 | -16  |
| 13   | Ruch Chorzów         | 25  | 30 | 7  | 11 | 12 | 25 | 35 | -10  |
| 14   | Zawisza Bydgoszcz    | 23  | 30 | 8  | 7  | 15 | 27 | 41 | -14  |
| 15   | Stal Mielec          | 16  | 30 | 3  | 10 | 17 | 25 | 49 | -24  |
| 16   | Zagłębie Sosnowiec   | 10  | 30 | 2  | 6  | 22 | 21 | 69 | -48  |

| Légende : Qualifications et relégations | Légende : Qualifications et relégations                                            |
| --------------------------------------- | ---------------------------------------------------------------------------------- |
|                                         | Coupe des clubs champions européens 1991-1992 (1er tour)                           |
|                                         | Coupe d'Europe des vainqueurs de coupe 1991-1992 (1er tour)                        |
|                                         | Coupe UEFA 1991-1992 (1er tour)                                                    |
|                                         | Barrage de maintien                                                                |
|                                         | (T) : Tenant du titre (C) : Vainqueur de la Coupe de Pologne 1990-1991 (P) : Promu |

### Barrages
|  | Barrages              |   |   |
|  |                       |   |   |
|  |                       |   |   |
|  |                       |   |   |
|  | Zagłębie Sosnowiec    | 0 | 2 |
|  | Zagłębie Sosnowiec    | 0 | 2 |
|  | Jagiellonia Białystok | 2 | 0 |
|  | Jagiellonia Białystok | 2 | 0 |

Le Zagłębie Sosnowiec se maintient en I Liga.
|  | Barrages      |   |   |
|  |               |   |   |
|  |               |   |   |
|  |               |   |   |
|  | Miedź Legnica | 3 | 0 |
|  | Miedź Legnica | 3 | 0 |
|  | Stal Mielec   | 1 | 3 |
|  | Stal Mielec   | 1 | 3 |

Le Stal Mielec se maintient en I Liga.

## Bilan de la saison
| Tableau d'Honneur |                |
| Compétition       | Vainqueur      |
| I Liga            | Zagłębie Lubin |
| Coupe de Pologne  | GKS Katowice   |

| Promotions et relégations |                               |
| Relégués en II Liga       | Aucun                         |
| Promus de II Liga         | Widzew Łódź Stal Stalowa Wola |

| Qualifications européennes 1991-1992   |                |
| Coupe des clubs champions européens    | Qualifié       |
| 1er tour                               | Zagłębie Lubin |
| Coupe d'Europe des vainqueurs de coupe | Qualifié       |
| 1er tour                               | GKS Katowice   |
| Coupe UEFA                             | Qualifiés      |
| 1er tour                               | Górnik Zabrze  |

## Meilleurs buteurs
| # | Joueur             | Équipe          | Buts |
| - | ------------------ | --------------- | ---- |
| 1 | Tomasz Dziubiński  | Wisła Cracovie  | 21   |
| 2 | Mirosław Waligóra  | Hutnik Cracovie | 18   |
| 3 | Ryszard Kraus (pl) | Górnik Zabrze   | 16   |